# Nandivarman II
Nandivarman II (718-796) was Koning van Pallava van 731 tot 796.
De vorige koning Paramesvaravarman II had geen nakomelingen en ging dus op zoek naar een erfgenaam. Na lang zoeken vond men een nazaat in het Koninkrijk Champa, de twaalfjarige Nandivarman.
Rond 753 trouwde hij met Reva de dochter van Dantidurga, de stichter van de Rashtrakutadynastie. Tijdens zijn regeerperiode werd de Vaikunta Perumal Tempel gebouwd, heden in de deelstaat Tamil Nadu.
Nandivarman II stierf in 796 en werd opgevolgd door zijn zoon Dantivarman.